# Aleyrodidae
Aleyrodidae (họ Bọ phấn hoặc họ Bọ phấn trắng, họ Rầy phấn trắng, họ Rệp muội trắng) là một họ côn trùng gồm hơn 1.550 loài đã được mô tả.
Aleyrodidae thuộc phân bộ Sternorrhyncha và hiện nằm trong siêu họ Aleyrodoidea, có quan hệ với siêu họ Psylloidea. Trong các tài liệu cũ, họ này còn được gọi là "Aleurodidae", song ngay nay "Aleurodidae" chỉ là một đồng nghĩa thứ và không còn được dùng trong văn bản khoa học.

## Hình ảnh

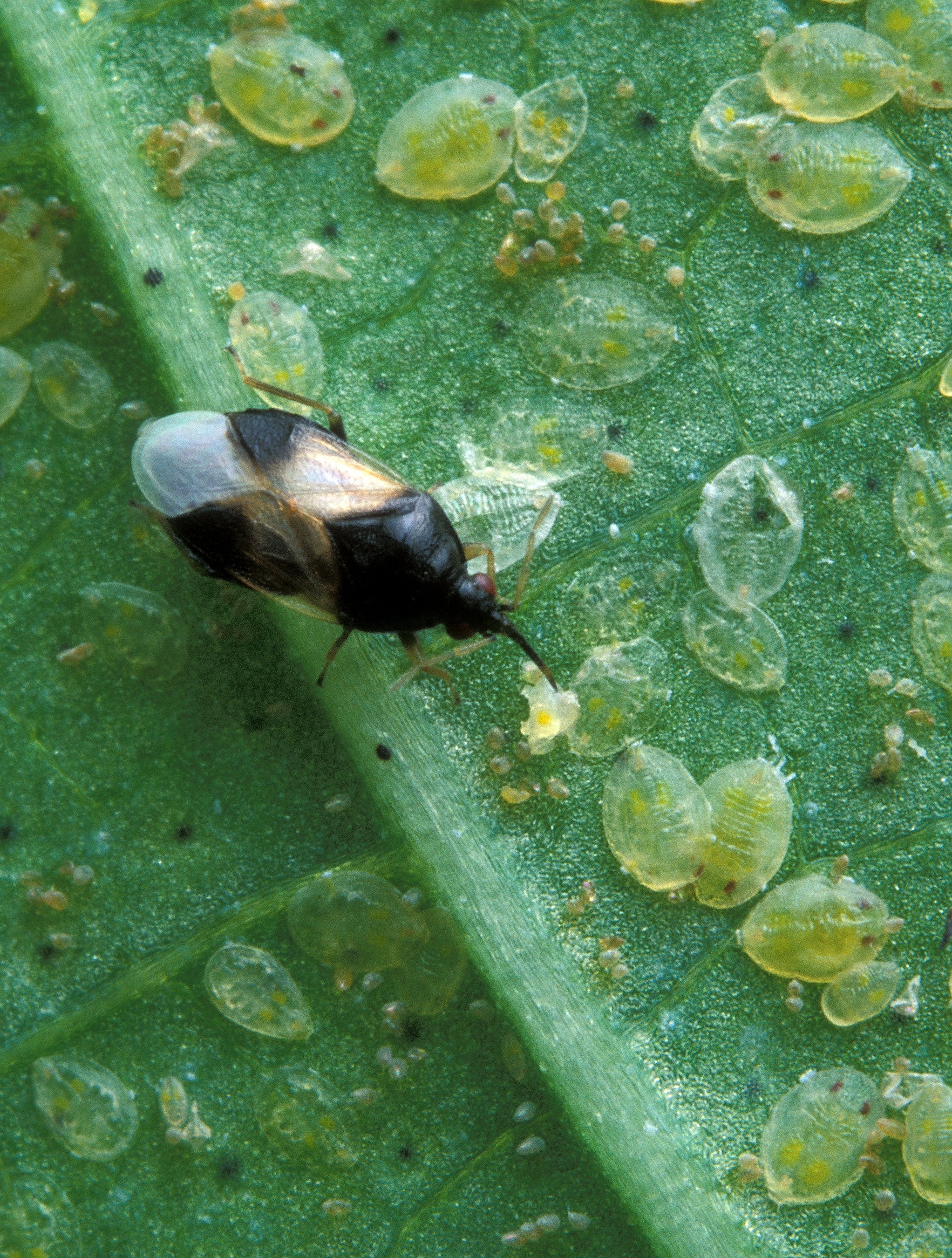
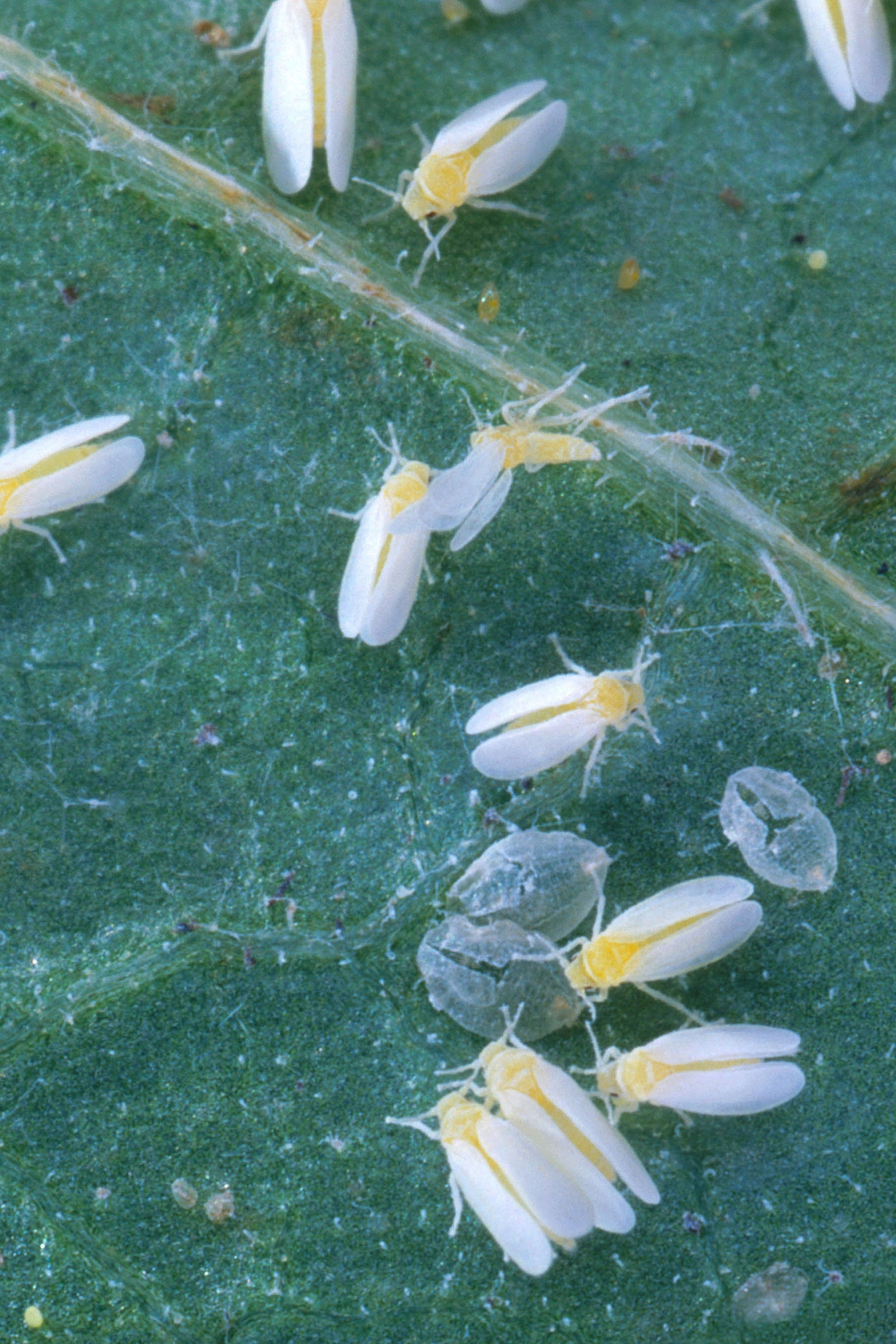
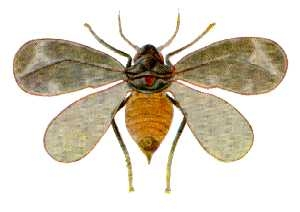
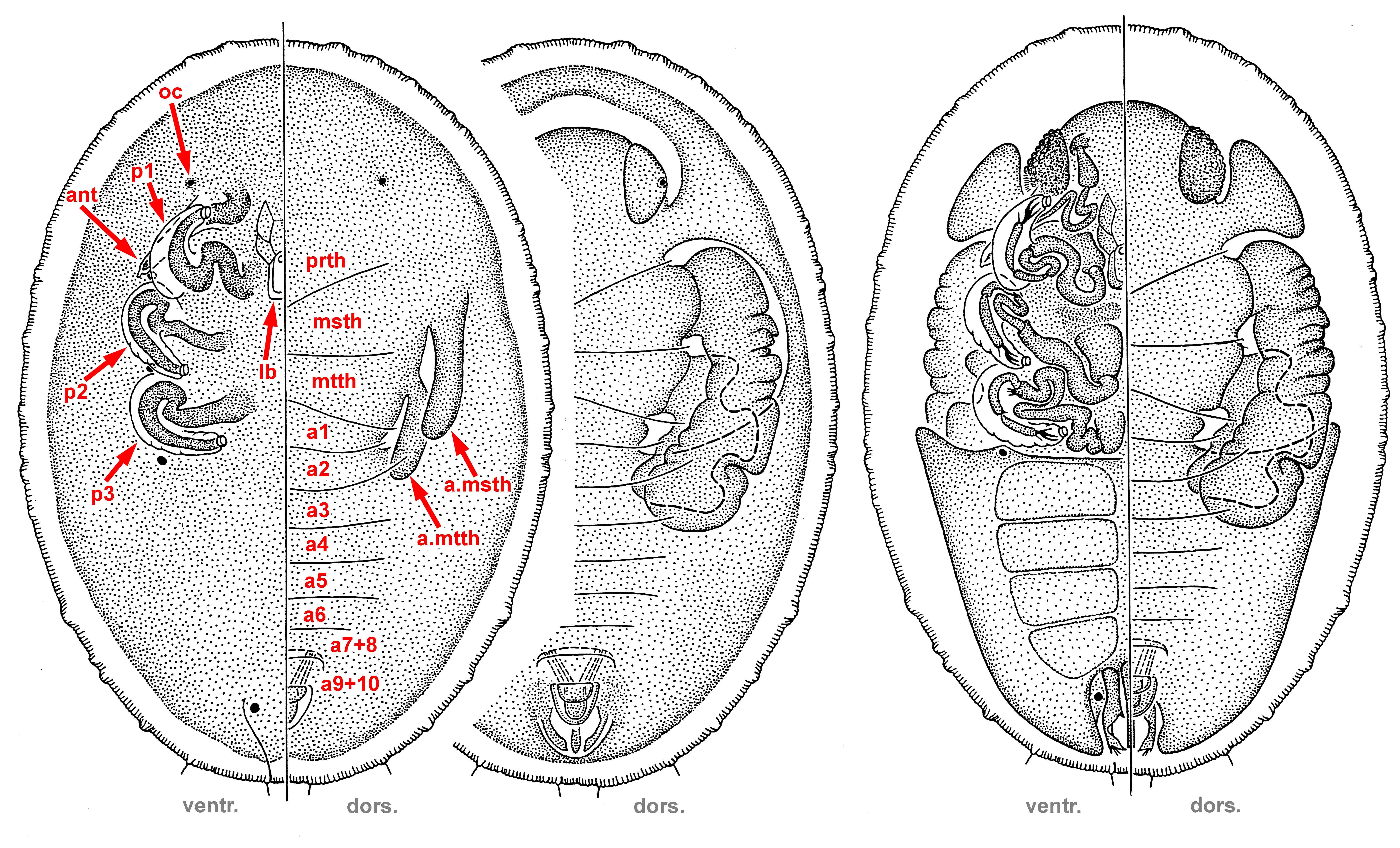